# Serie Mundial de Rugby 7 1999-00
La Serie Mundial Masculina de Rugby 7 1999-00 fue la 1ª temporada del circuito de selecciones nacionales masculinas de rugby 7.

## Etapas
| Torneo                       | Campeón       |
| ---------------------------- | ------------- |
| Seven de Dubái 1999          | Nueva Zelanda |
| Seven de Sudáfrica 1999      | Fiyi          |
| Seven de Punta del Este 2000 | Nueva Zelanda |
| Seven de Mar del Plata 2000  | Fiyi          |
| Seven de Nueva Zelanda 2000  | Fiyi          |
| Seven de Fiyi 2000           | Nueva Zelanda |
| Seven de Australia 2000      | Fiyi          |
| Seven de Hong Kong 2000      | Nueva Zelanda |
| Seven de Japón 2000          | Fiyi          |
| Seven de Francia 2000        | Nueva Zelanda |

## Tabla de posiciones
| Pos | País                 | UAE | RSA | URU | ARG | NZL | FIJ | AUS | HKG | JPN | FRA | Puntos |
| --- | -------------------- | --- | --- | --- | --- | --- | --- | --- | --- | --- | --- | ------ |
| 1   | Nueva Zelanda        | 20  | 16  | 20  | 16  | 16  | 20  | 12  | 30  | 16  | 20  | 186    |
| 2   | Fiyi                 | 16  | 20  | 16  | 20  | 20  | 16  | 20  | 24  | 20  | 8   | 180    |
| 3   | Australia            | 8   | 8   | 8   | 12  | 12  | 12  | 16  | 18  | 12  | 12  | 118    |
| 4   | Samoa                | 12  | 6   | 12  | 12  | 12  | 12  | 4   | 8   | 2   | 2   | 82     |
| 5   | Sudáfrica            | 12  | 12  | 12  | 4   | 6   | 6   |     | 8   | 4   | 16  | 80     |
| 6   | Canadá               | 4   | 4   | 6   | 6   | 8   | 4   | 4   | 8   | 12  | 4   | 60     |
| 7   | Argentina            | —   | 0   | 4   | 8   | 4   | 8   | 8   | 8   | —   | 12  | 52     |
| 8   | Francia              | 6   | 0   | 2   | 4   | 2   | 0   | 6   | 4   | 4   | 6   | 34     |
| 9   | Inglaterra           | —   | —   | —   | —   | —   | —   | —   | 18  | —   | 4   | 22     |
| 10  | Georgia              | 0   | 12  | —   | —   | —   | —   | —   | —   | —   | 0   | 12     |
| 10  | Tonga                | 4   | 2   | —   | —   | 4   | 0   | 2   | —   | —   | —   | 12     |
| 12  | Japón                | 0   | 0   | —   | —   | 0   | 0   | 0   | 0   | 8   | 0   | 8      |
| 12  | Papúa Nueva Guinea   | —   | —   | —   | —   | 0   | 2   | 0   | —   | 6   | —   | 8      |
| 12  | Uruguay              | —   | 0   | 4   | 0   | 0   | 4   | 0   | —   | —   | —   | 8      |
| 15  | Marruecos            | 0   | 4   | —   | —   | —   | —   | —   | —   | —   | 0   | 4      |
| 16  | Escocia              | 2   | —   | —   | —   | —   | —   | —   | 0   | —   | 0   | 2      |
| 16  | España               | —   | —   | 0   | 2   | —   | —   | —   | —   | —   | —   | 2      |
| 18  | Estados Unidos       | 0   | —   | 0   | 0   | 0   | 0   | 0   | 0   | 0   | 0   | 0      |
| 19  | Hong Kong            | 0   | —   | —   | —   | 0   | —   | 0   | 0   | 0   | —   | 0      |
| 20  | Islas Cook           | —   | —   | —   | —   | 0   | 0   | 0   | —   | —   | —   | 0      |
| 20  | Croacia              | —   | —   | —   | —   | 0   | 0   | —   | 0   | —   | —   | 0      |
| 22  | Chile                | —   | —   | 0   | 0   | —   | —   | —   | —   | —   | —   | 0      |
| 22  | Brasil               | —   | —   | 0   | 0   | —   | —   | —   | —   | —   | —   | 0      |
| 22  | China                | —   | —   | —   | —   | —   | —   | 0   | 0   | —   | —   | 0      |
| 22  | China Taipéi         | —   | —   | —   | —   | —   | —   | —   | 0   | 0   | —   | 0      |
| 22  | Alemania             | —   | —   | 0   | 0   | —   | —   | —   | —   | —   | —   | 0      |
| 22  | Irlanda              | —   | —   | —   | —   | —   | —   | —   | 0   | —   | 0   | 0      |
| 22  | Kenia                | 0   | 0   | —   | —   | —   | —   | —   | —   | —   | —   | 0      |
| 22  | Malasia              | —   | —   | —   | —   | —   | —   | —   | 0   | 0   | —   | 0      |
| 22  | Paraguay             | —   | —   | 0   | 0   | —   | —   | —   | —   | —   | —   | 0      |
| 22  | Perú                 | —   | —   | 0   | 0   | —   | —   | —   | —   | —   | —   | 0      |
| 22  | Singapur             | —   | —   | —   | —   | —   | —   | —   | 0   | 0   | —   | 0      |
| 22  | Corea del Sur        | —   | —   | —   | —   | —   | —   | —   | 0   | 0   | —   | 0      |
| 22  | Sri Lanka            | —   | —   | —   | —   | —   | —   | —   | 0   | 0   | —   | 0      |
| 22  | Zimbabue             | 0   | 0   | —   | —   | —   | —   | —   | —   | —   | —   | 0      |
| 36  | Golfo Pérsico        | —   | —   | —   | —   | —   | —   | —   | 0   | —   | —   | 0      |
| 36  | Barbarians franceses | —   | —   | —   | —   | —   | —   | —   | —   | —   | 0   | 0      |
| 36  | Italia               | —   | —   | —   | —   | —   | —   | —   | 0   | —   | —   | 0      |
| 36  | Namibia              | —   | 0   | —   | —   | —   | —   | —   | —   | —   | —   | 0      |
| 36  | Tailandia            | —   | —   | —   | —   | —   | —   | —   | 0   | —   | —   | 0      |
| 36  | Vanuatu              | —   | —   | —   | —   | —   | 0   | —   | —   | —   | —   | 0      |

| Bandera de Nueva Zelanda |
| Campeón Nueva Zelanda    |
| Primer título            |